# Pleurodira
Pleurodira são um grupo de quelónios do hemisfério sul. São chamados de side-necked (ou sideneck) porque, com intuito de esconder a cabeça na sua concha, ao animal deve dobrar o pescoço para um lado, ao invés de retirá-la directamente sob a sua coluna vertebral como no grupo dos Cryptodira. Geralmente seus pescoços são mais longos.